# Jia Xiuquan
Jia Xiuquan (chinesisch 賈秀全; * 9. November 1963 in Dalian) ist ein ehemaliger chinesischer Fußballspieler.

## Karriere

### Vereine
Jia begann seine Profilaufbahn 1979 beim chinesischen Erstligisten Bayi FC. Mit dem Verein wurde er 1981 und 1986 chinesischer Meister. 1987 wechselte er zum jugoslawischen Erstligisten FK Partizan Belgrad. Für Partizan bestritt er 16 Erstligaspiele. 1988/89 gewann er mit dem Verein den jugoslawischer Fußballpokal. 1990 wechselte er zum malaysischen PDRM FC. 1992 wechselte er zum japanischen Erstligisten Gamba Osaka. Für Gamba Osaka bestritt er 25 Erstligaspiele. Ende 1993 beendete er seine Karriere als Fußballspieler.

### Nationalmannschaft
Zwischen 1983 und 1992 bestritt er insgesamt 80 Länderspiele für die chinesische Fußballnationalmannschaft, in denen er 16 Tore erzielen konnte. Er wurde in den Kader der Asienmeisterschaft 1984 berufen. Er wurde außerdem Torschützenkönig und zum besten Spieler des Turniers gewählt.

## Erfolge
Bayi FC
- Chinesischer Meister: 1981, 1986

FK Partizan Belgrad
- Jugoslawischer Pokalsieger: 1988/89